# CED-12
CED-12是秀麗隱桿線蟲（Caenorhabditis elegans）的一个基因，编码的蛋白与哺乳动物基因组中的ELMO蛋白同源，带有PH结构域，起到信号转导接头蛋白的作用。